# Libeř
Libeř (en allemand : Libersch) est une commune du district de Prague-Ouest, dans la région de Bohême-Centrale, en République tchèque. Sa population s'élevait à 1 469 habitants en 2020.

## Géographie
Libeř se trouve à 6 km au sud-sud-ouest de Jesenice et à 18 km au sud-sud-est du centre de Prague.
La commune est limitée par Zlatníky-Hodkovice au nord, par Psáry et Sulice à l'est, par Pohoří, Jílové u Prahy et Petrov au sud, et par Okrouhlo, Zvole, Ohrobec et Dolní Břežany à l'ouest.

## Histoire
La première mention écrite de la localité date de 1320.

## Administration
La commune se compose de deux quartiers :
- Libeř
- Libeň